# Nanaca Crash
Nanaca Crash (ナナカクラッシュ, Nanakakurasshu); estilizado NANACA†CRASH!! é um jogo 2D em flash feito por fãs, utilizando personagens do game  Cross Channel, lançado para PC, PlayStation 2 e logo depois nos sistemas operacionais móveis iOS e Android.

## Funcionamento
Consiste em lançar o personagem Taichi o mais longe possível. Os outros personagens espalhados ao longo do trajeto infinito, interferem na trajetória dele podendo pará-lo ou impulsioná-lo.
O jogo começa com um medidor de ângulo e força para que a personagem Nanaca atinja Taichi. A cada clique de mouse são marcados o grau e a força, respectivamente. Após isso, Taichi é atingido por Nanaca e sua bicicleta, lançado-o para a direita.
O objetivo é ir o mais longe possível com Taichi, evitando a personagem Misato, pois se entrar em contato com ela, o jogo acaba.

### Aerial Crash
Há 2 tipos: Aerial Crash Up (ACU) e Aerial Crash Down (ACD). Esse recurso ajuda na trajetória de Taichi. O ACU faz Nanaca bater com sua bicicleta novamente, de baixo pra cima, dando um novo impulso. Só pode ser usado enquanto Taichi estiver caindo e seu uso é limitado. O ACD faz Nanaca bater de cima pra baixo enquanto Taichi estiver subindo e seu uso é ilimitado, mas precisa ser recarregado.

### Efeitos
Cada personagem ao longo do trajeto tem uma cor representada na caixa "Special" junto com sua respectiva foto. Cada um causa um efeito diferente em Taichi.
Um medidor indica quando haverá um movimento especial e o personagem que o fará. Quando tocá-lo, aparecerá um aviso na tela e você deve clicar para executar o Especial. Caso não clique, o personagem fará seu movimento padrão.

### Especiais Nanaca
Atingir Youko e depois uma garota, quando o dígito décimo da distância total é 9 (por exemplo: 1396, um raro movimento chamado "Nanaca Special" vai ocorrer.
Se um especial Nanaca é ativado enquanto outro estiver ativo, o anterior é cancelado.